# Línea Bar Lev

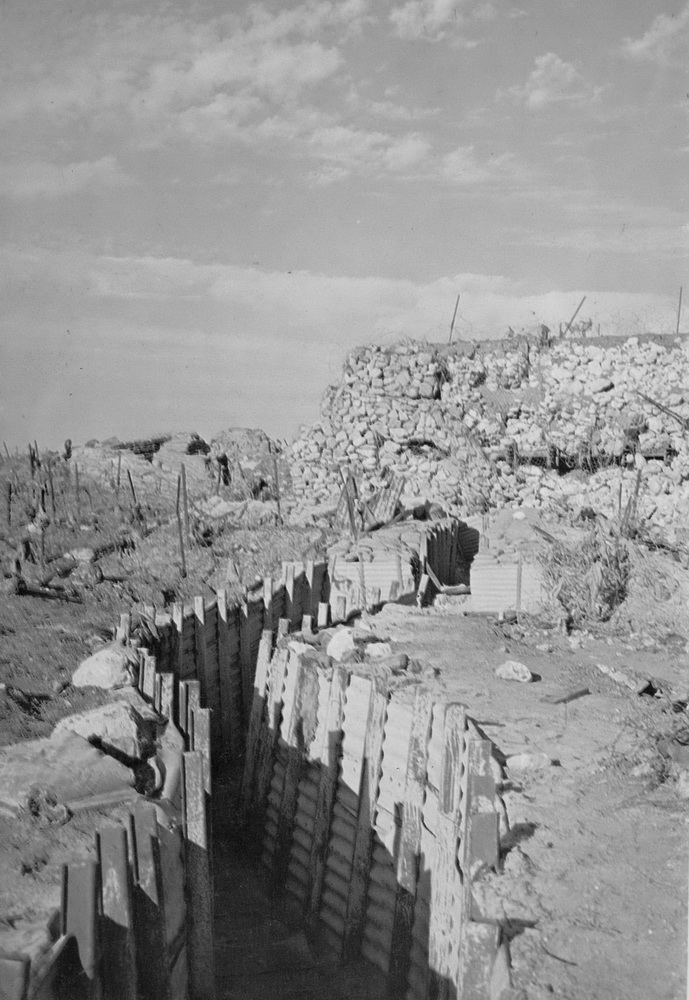
Una sección de la línea Bar Lev

La Línea Bar Lev  (en hebreo: קו בר לב‎, Kav Bar Lev; en árabe: خط برليف‎, Khaṭṭ Barlīf) era una cadena de fortificaciones construidas por Israel a lo largo de la costa este del canal de Suez tras la captura de la Península del Sinaí a Egipto durante la guerra de los seis días en 1967.

## Descripción
La línea Bar Lev consistía en un grupo de fortificaciones rudimentarias localizadas a lo largo de las orillas del canal. En respuesta a los bombardeos de la artillería egipcia durante la Guerra de Desgaste, Israel convirtió las fortificaciones en un elaborado sistema de defensa desplegado  160 kilómetros a lo largo del canal de Suez, exceptuando el Gran lago amargo (donde un cruce del canal era improbable debido a la amplitud del lago). La línea Bar Lev fue diseñada como defensa ante cualquier asalto de Egipto a través del canal, y se esperaba que funcionara como un "cementerio para las tropas egipcias".
La línea, cuyo coste alcanzó los 300 millones de dólares en 1973, tomó su nombre del comandante israelí Haim Bar-Lev. La línea fue construida junto al canal, una barrera única que fue descrita por Moshe Dayan como "una de las mejores zanjas antitanque del mundo." La línea incorporaba un masivo muro de arena continuo alineado con el canal (excepto por el Lago Amargo ), sostenido por un muro de cemento. La arena variaba en altura de 20 a 25 metros, y de 45 a 65 grados de inclinación. El muro de arena y su soporte de cemento prevenían el desembarco en la orilla izquierda del canal de cualquier unidad acorazada o anfibia sin previa preparación de ingeniería militar. Los estrategas israelíes estimaban que tomaría al menos 24 horas, y muy probablemente 48, a los egipcios quebrar el muro de arena y establecer un puente a través del canal.
Inmediatamente tras este muro de arena se hallaba la línea frontal de fortificaciones israelíes. Tras la guerra de desgaste el número total de fortificaciones ascendía a 22, las cuales incorporaban 35 puntos fuertes. Las fortificaciones estaban diseñadas para ser comandadas por un pelotón. Los fuertes, construidos varios niveles por debajo de la arena, se situaban a una distancia media inferior a cinco kilómetros uno de otro, pero en los probables puntos de ataque estaban separados solo por 900 metros. Los mayores fuertes tenían hasta 26 búnkeres dotados de ametralladoras medias y pesadas, 24 refugios para la tropa, seis posiciones de mortero, cuatro búnkeres conteniendo armas anti-aéreas y tres puestos de fuego para tanques. Se hallaban rodeados de casi quince perímetros de alambre de espino y campos de minas de una profundidad de campo de 200 metros. El perímetro de un fuerte era de media entre 200 y 350 metros. Los búnkeres y refugios proporcionaban protección contra cualquier bomba de menos de 1000 libras de peso y ofrecían comodidades tales como aire acondicionado. Entre 500 y 1000 metros tras el canal había posiciones de disparo preparadas para ser ocupadas por tanques como apoyo a los fuertes. Algunos de los nombres de los fuertes eran Tasa, Maftzach, Milano, Mezach, Chizayon, Mifreket, Orcal, Budapest (el mayor), Nisan, Lituf, Chashiva. Detrás de la primera línea paralela al canal de fortificaciones había once fuertes 5-8 kilómetros tras el canal, construidos sobre dunas de arena. Cada fuerte estaba diseñado para contener una compañía de tropas. Para sacar ventaja del obstáculo del agua. los israelíes instalaron un sistema de tuberías bajo el agua para bombear crudo inflamable en el canal y crear una cortina de llamas. Algunas fuentes israelíes dicen que el sistema no era de confianza y que sólo unos pocos surtidores eran operacionales. A pesar de ello, los egipcios se tomaban esta amenaza muy en serio  y, la víspera de la guerra, durante la tarde noche del 5 de octubre, equipos de submarinistas egipcios bloquearon con cemento las salidas bajo el agua.
Para suministrar a la línea Bar Lev, Israel construyó un elaborado sistema de carreteras. Las tres principales iban de norte a sur. La primera era la carretera Lexicon (de infantería). Corría a lo largo del canal, lo cual permitía a los israelíes moverse y patrullar entre fortificaciones. La segunda era la carretera de artillería, a unos 10-12 kilómetros del canal. Su nombre se debía a las veinte posiciones de artillería y defensa aérea localizadas en la carretera. Asimismo enlazaba las áreas de concentración acorazada y las bases logísticas. La carretera Lateral (de suministros), a treinta kilómetros del canal, se diseñó para permitir la concentración de las fuerzas de reserva operacionales de Israel que, en caso de una ofensiva egipcia, contraatacarían el asalto principal enemigo. Otras carreteras corrían de este a oeste: Quantara, Hemingway y Jerusalem Road, diseñadas para facilitar el movimiento de tropas hacia el canal.
La defensa del Sinaí dependía de dos planes, llamados, Abrigo de paloma( שׁוֹבָךְ יוֹנִים/Shovakh Yonim) y Roca (סֶלַע/Sela). En ambos, el estado mayor israelí esperaba que la línea Bar-Lev sirviera como línea de contención o kav atzira— Una línea defensiva que había de ser mantenida a cualquier coste. Como un coronel israelí declaró poco después de la guerra de desgaste, "La línea fue creada para proveer respuestas militares a dos necesidades básicas: Primera, prevenir la posibilidad de un gran asalto egípcio al Sinaí y la consiguiente creación de una cabeza de puente que pudiera llevar a una guerra total y, segundo, reducir lo máximo posible las bajas entre las tropas defensoras."
El plan israelí se basaba en conocer con una antelación de 48 horas por medio de sus servicios de inteligencia el momento del ataque egípcio. Durante esas 48 horas, la fuerza aérea israelí atacaría los sistemas de defensa aérea mientras las fuerzas israelíes se desplazarían según el plan trazado. Los israelíes esperaban que un ataque egípcio sería derrotado por sus fuerzas acorazadas con el apoyo de la superioridad de su fuerza aérea.
El plan Abrigo de paloma asignaba a una división acorazada regular la defensa del Sinaí. La  división era apoyada por un batallón adicional de tanques, doce compañías de infantería y 17 baterías de artillería. Esto daba un total de 300 tanques, 70 piezas de artillería, y 18.000 hombres. Estas fuerzas, que representaban la guarnición del Sinaí, fueron asignadas con la misión de derrotar cualquier intento egipcio de cruzar el canal. Entretanto, a lo largo de la carretera de artillería, una brigada de 110 tanques fue estacionada con el objetivo de avanzar ocupando las posiciones de fuego protegidas para tanques a lo largo del canal en el caso de un ataque egípcio. Había también dos brigadas acorazadas adicionales, una de refuerzo de la de vanguardia y otra para contrarrestar el ataque principal egipcio.
Si la división acorazada regular se hubiese mostrado incapaz de rechazar en ataque egipcio, el ejército israelí hubiera activado el plan Roca, movilizando dos divisiones acorazadas de reserva junto a otros elementos de apoyo; la activación de este plan suponía una guerra total.

## Ruptura de la línea Bar Lev

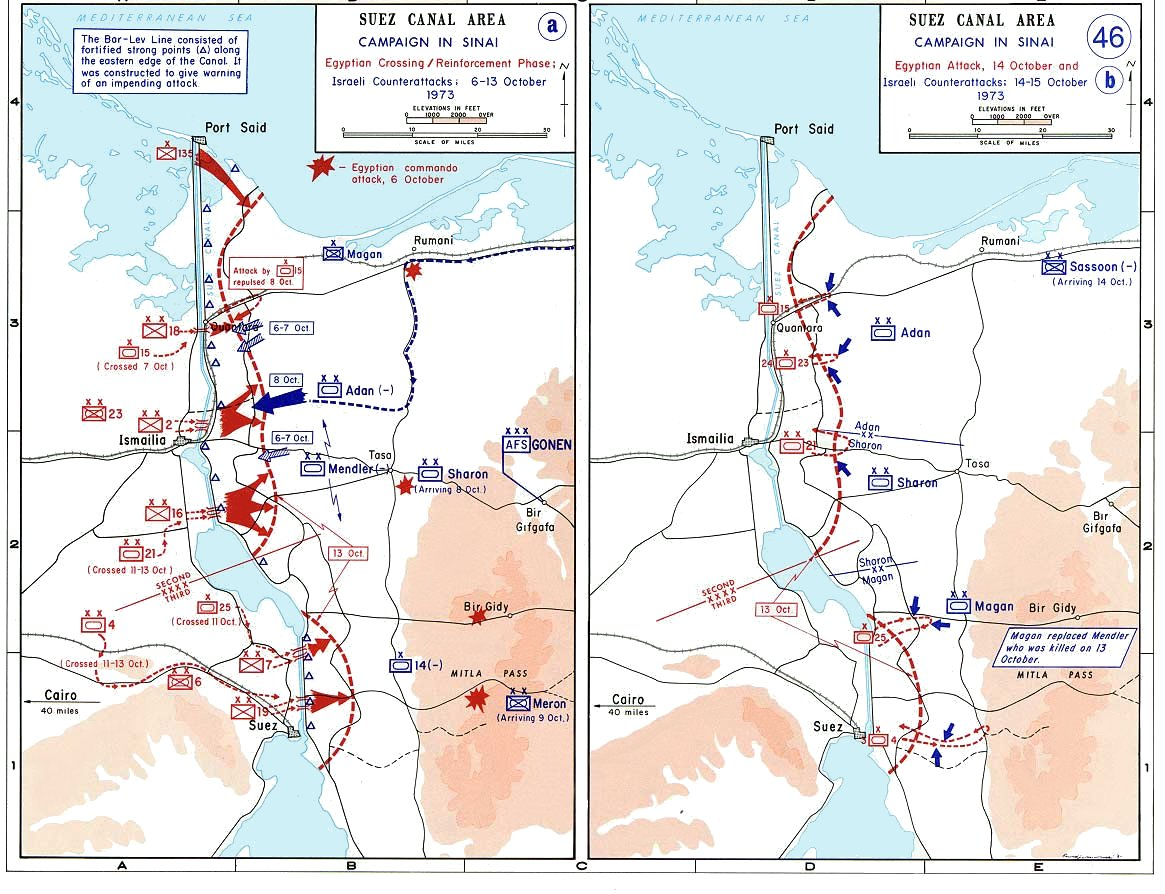
Mapas mostrando el progreso del frente de Suez durante la guerra del Yom Kippur del 6 al 15 de octubre de 1973. Los fuertes de la línea Bar Lev se hallan marcados en el primer mapa.

Durante la guerra del Yom Kippur (octubre de 1973) el ejército egipcio, liderado por su jefe de Estado Mayor, Saad el-Shazly, sobrepasó la línea Bar Lev en menos de 2 horas debido al elemento sorpresa y al abrumador fuego de artillería. Para enfrentarse a las masivas defensas de tierra y arena los egipcios usaron cañones de agua unidos a bombas de dragado situadas en el canal. Otros métodos que conllevaban el uso de explosivos, artillería, y excavadoras requerían demasiado tiempo y condiciones ideales de trabajo. En 1971, un joven oficial egipcio, Baki Zaki Yousef,  sugirió que una pequeña y ligera bomba a gasolina podría ser la solución al problema del cruce. Los militares egipcios compraron 300 bombas de fabricación británica, cinco de las cuales podían desplazar 1500 metros cúbicos de arena en tres horas. En 1972, se adquirieron 150 bombas alemanas más potentes. Una combinación de dos bombas alemanas y tres británicas acortarían el tiempo de ruptura a dos horas. Estos cañones bombearon poderosos chorros de agua creando 81 brechas en la línea y retirando tres millones de metros cúbicos de suelo compactado el primer día de la guerra.
Los egipcios asaltaron la línea Bar-Lev con dos ejércitos de campo y fuerzas desde Port Sa'id y el distrito militar del Mar Rojo. El segundo ejército cubría el área desde el norte de Qantara al sur de Deversoir, mientras que un tercer ejército era responsable del área desde los Lagos Amargos al sur del puerto de Tawfiq.
Los egipcios iniciaron su ataque simultáneo aéreo y de artillería con 250 aviones, MiG-21, MiG-19, y MiG-17, atacando sus objetivos asignados en el Sinaí. Mientras tanto, 2.000 piezas de artillería abrieron fuego contra todos los fuertes a lo largo de la línea Bar-Lev, una cortina de fuego que duró 53 minutos y dejó caer 10.500 obuses sólo el primer minuto, o 175 obuses por segundo. 
En la primera hora de guerra, el cuerpo de ingenieros egipcios abordó la barrera de arena. Setenta grupos de ingenieros, cada uno responsable de la apertura de un único pasaje, trabajaron desde barcos de madera. Con mangueras unidas a bombas de agua, empezaron a atacar los obstáculos de arena. De acuerdo con los planes, durante las primeras dos o tres horas se abrieron muchas brechas; los ingenieros no obstante se encontraron con problemas inesperados. La arena de algunas brechas quedó convertida en barro de un metro de hondo en algunas áreas. Este problema requirió que los ingenieros instalaran suelos de madera, raíles, piedras, sacos de arena o vallas metálicas para el paso de los vehículos pesados. El tercer ejército en particular tuvo especial dificultad en su sector. Allí, el terreno arcilloso resultó resistente al agua a alta presión y, en consecuencia, los ingenieros experimentaron retrasos en la ruptura. Los ingenieros del segundo ejército completaron la instalación de puentes y transbordadores antes de nueve horas, mientras que el tercer ejército tardó más de dieciséis.